# Robert Acquafresca
Robert Acquafresca (Turín, Italia, 11 de septiembre de 1987) es un exfutbolista italiano que jugaba como delantero. También ha sido exinternacional sub-21 de Italia y representó a Italia en los Juegos Olímpicos de Verano 2008.

## Trayectoria
Nació en Turín de padre italiano y madre polaca. Al residir en Alpignano, entró en el equipo juvenil del Torino a la edad de 6 años. En la temporada 2004-05 participó en el campeonato de primavera, en el que jugó 14 partidos y anotó dos goles para. En el verano de 2005, el Torino ascendió a la Serie A; sin embargo, la FIGC, el consejo de administración de fútbol italiano, expulsó al club de la Serie A, debido a los problemas financieros del club, con la consiguiente liberación de todos sus jugadores. Entonces fue contratado por el Inter de Milán, que lo cedió a Treviso (también con un acuerdo de copropiedad).
Jugó ocho partidos durante la temporada 2005-06. Como parte del contrato de copropiedad, permaneció en Treviso hasta la temporada 2006-07 en la Serie B donde anotó 11 goles en 35 partidos. En el verano de 2007, el Inter de Milán compró la mitad restante del contrato de copropiedad al Treviso. Estuvo implicado en la transferencia de David Suazo, siendo traspasado al Cagliari Calcio con un contrato de copropiedad. Disputó 32 partidos para el Cagliari Calcio anotando 10 goles. El 25 de junio de 2008 el Inter de Milán compró el 100% de sus derechos federativos pero fue cedido al Cagliari Calcio para la temporada 2008-09.
El 14 de julio de 2008 afirmó que soñaba con llevar la camiseta del Inter algún día y agradeció al Cagliari dejarle crecer como jugador, de modo que algún día pudiera realizar su sueño de jugar en el Inter. Sin embargo, el Inter nuevamente lo traspasó, esta vez al Genoa, como parte de la transferencia de Diego Milito.  Firmó por cinco temporadas con su nuevo club, aunque fue cedido al Atalanta.
En enero de 2010 terminó prematuramente su cesión al Atalanta y ha regresó a Génova, ya que el club dueño de su pase dejó ir a Hernán Crespo al Parma FC, y repescó al jugador para llenar la vacante del delantero argentino.
El 30 de enero fichó como préstamo por el Levante UD hasta el 30 de junio. Tras su paso por España, Acquafresca regresó a su Italia natal para jugar en el Bologna Football Club 1909 y en el Ternana Calcio, antes de retirarse definitivamente del fútbol profesional en el FC Sion de la Superliga de Suiza en 2019.

## Selección nacional
Acquafresca ha sido seleccionado para selección sub-17, sub-18, sub-19 y sub-21, haciendo su estreno en un partido eliminatorio contra Albania el 1 de junio de 2007. Por aquel entonces, la Asociación Polaca de Fútbol, junto con el seleccionador nacional Leo Beenhakker, trataron de convencerlo para jugar con Polonia. Acquafresca, quien habla polaco, en una entrevista dada a Gazeta Wyborcza el 14 de marzo de 2008, dijo que no sabía que hacer y que haría público la decisión en un futuro próximo. El 18 de marzo, él finalmente optó para rechazar la oferta de PZPN, confirmando su decisión de representar Italia a nivel internacional.

### Participaciones en Juegos Olímpicos
| Juegos Olímpicos               | Año  | Sede  | Resultado        |
| ------------------------------ | ---- | ----- | ---------------- |
| Juegos Olímpicos de Pekín 2008 | 2008 | Pekín | Cuartos de final |

### Participaciones en Eurocopas
| Eurocopa                | Sede   | Resultado |
| ----------------------- | ------ | --------- |
| Eurocopa Sub-21 de 2009 | Suecia | Semifinal |

## Clubes
| Temporada | Club                          | Liga | Liga  | Copa | Copa  | Europa | Europa | Total | Total |
| Temporada | Club                          | Part | Goles | Part | Goles | Part   | Goles  | Part  | Goles |
| --------- | ----------------------------- | ---- | ----- | ---- | ----- | ------ | ------ | ----- | ----- |
| 2005-2006 | Treviso Foot-Ball Club 1993   | 8    | 0     | 0    | 0     | -      | -      | 8     | 0     |
| 2006-2007 | Treviso Foot-Ball Club 1993   | 35   | 11    | 1    | 0     | -      | -      | 36    | 11    |
| 2007-2008 | Cagliari Calcio               | 32   | 10    | 4    | 3     | -      | -      | 36    | 13    |
| 2008-2009 | Cagliari Calcio               | 36   | 14    | 1    | 0     | -      | -      | 37    | 14    |
| 2009-2010 | Atalanta Bergamasca Calcio    | 12   | 1     | 2    | 1     | -      | -      | 14    | 2     |
| 2010      | Genoa Cricket & Football Club | 10   | 2     | -    | -     | -      | -      | 10    | 2     |
| 2010-2011 | Cagliari Calcio               | 37   | 8     | 2    | 1     | -      | -      | 39    | 9     |
| 2011-2012 | Bologna Football Club 1909    | 32   | 5     | 2    | 0     | -      | -      | 34    | 5     |
| 2012-2013 | Bologna Football Club 1909    | 6    | 0     | 1    | 0     | -      | -      | 7     | 0     |
| 2013      | Levante Unión Deportiva       | 11   | 3     | -    | -     | 3      | 0      | 14    | 3     |
| 2013-2014 | Bologna Football Club 1909    | 19   | 0     | 1    | 0     | -      | -      | 20    | 0     |
| 2014-2017 | Bologna Football Club 1909    | 14   | 3     | 0    | 0     | -      | -      | 14    | 3     |
| 2017      | Ternana Calcio                | 6    | 0     | -    | -     | -      | -      | 6     | 0     |
| 2017-2018 | FC Sion                       | 6    | 1     | 1    | 0     | -      | -      | 7     | 1     |
| 2018-2019 | FC Sion                       | 1    | 0     | -    | -     | -      | -      | 1     | 0     |